# كونكتكس فيرتشوال غيم ستيشن
	كونكتكس فيرتشوال غيم ستيشن	 (بالإنجليزية: Connectix Virtual Game Station) هو محاكي لنظام ال	بلي‌ستيشن يعمل على ويندوز، ماك أو إس، المحاكي متاح تحت ترخيص 	تجاري	.
آخر إصدار هو 1.4.1، وقد صدر بتاريخ 11 أكتوبر 2000.

## الوصلات الخارجية
- قائمة محاكيات بلاي ستيشن في ويكيبيديا الإنجليزية. (بالإنجليزية)